# Національний парк Пшав-Хевсуреті
Національний парк Пшав-Хевсуреті (груз. ფშავ-ხევსურეთის ეროვნული პარკი) розташований у муніципалітеті Душеті регіону Мцхета-Мтіанеті в Грузії. Парк створений за безпосередньої участі Всесвітнього фонду природи.

## Тваринний світ
Національний парк Пшав-Хевсуреті сприятиме збереженню леопарда (Panthera pardus) на Кавказі, а також безоарового козла (Capra aegagrus aegagrus), ендемічного східнокавказького тура (Capra caucasica cylindricornis), бурого ведмедя, європейської рисі, Кавказький благородний олень, сарна.

## Туристична інфраструктура
До національного парку Пшав-Хевсуреті можна дістатися маршрутом Тбілісі - Жінвалі - Барісахо - Шатілі.